# Aragatsavan
Aragatsavan (en arménien Արագածավան) est une communauté rurale du marz d'Aragatsotn, en Arménie. Elle compte 5 785 habitants en 2009.